# Democratische Partij van Iraans Koerdistan
De Democratische Partij van Iraans Koerdistan (Koerdisch: Partî Dêmokiratî Kurdistanî Êran, PDKI/KDPI) is een politieke partij opgericht in Mahabad, Iran, op 16 augustus 1945.
De partij verving de Raad van Koerdische Wederopstanding (Komalay Ziyanaway Kurd), die drie jaar eerder was opgericht. Slechts 159 dagen na haar oprichting, op 22 januari 1946, richtte de partij de Republiek Koerdistan op, door historici meestal Republiek Mahabad genoemd, met Mahabad als hoofdstad. Deze republiek hield niet meer dan elf maanden stand, nadat het Iraanse leger een tegenoffensief was begonnen.